# 秋山謙祐
秋山 謙祐（あきやま けんすけ、1942年 - ）は、日本の労働運動家。元・国鉄労働組合（国労）企画部長、日本鉄道産業労働組合総連合（鉄産労連）執行委員。

## 経歴
中学校卒業後、静岡県焼津市の赤阪鐵工所に就職。静岡県立静岡工業高等学校定時制卒。1964年国鉄に入社。国鉄労働組合（国労）に加入。国労静岡運転所分会青年部長を経て、1968年国労静岡地方本部青年部書記長（専従役員）。1970年社会主義協会太田派に参加。協会本部の指導で日本社会党に入党。1971年静岡県労働組合評議会常任幹事。1974年国労静岡地本静岡支部書記長。1977年国労中央執行委員。1983年41歳の異例の若さで国労企画部長となり、国鉄分割民営化反対闘争を指導。自民党が圧勝した1986年7月の衆参同時選挙後、分割民営化は避けられないとして「労使共同宣言」の受入れを決断したが、同年10月の修禅寺大会で否決されたため、中央執行委員を退任。1987年2月日本鉄道産業労働組合総連合（鉄産労連）の結成に参加、執行委員に就任。国労から除名。1992年5月鉄産労連解散、日本鉄道労働組合連合会（JR連合）結成の道筋をつけた後、労働界を引退。その後、国労時代に関する取材を拒否していたが、かつての宿敵である葛西敬之JR東海社長の著書『未完の「国鉄改革」』（2001年）を読み感想文を送ったところ、葛西から君には国鉄改革の記録を残す責任があるとの返信を貰い、当時の記録の執筆を開始。2009年1月に『語られなかった敗者の国鉄改革――「国労」元幹部が明かす分割民営化の内幕』（情報センター出版局）を刊行。分割民営化から30年後の2017年に秋山の現況が産経新聞に紹介された。